# Antiphilos (Maler)
Antiphilos (altgriechisch Ἀντίφιλος, * im 4. Jahrhundert v. Chr.) war ein aus Ägypten stammender griechischer Maler. Er lebte um 330 v. Chr., war ein Zeitgenosse des Apelles und zeichnete sich sowohl im edlen Stil als auch im derben Genrebild aus.
Er soll mit Vorliebe Karikaturen, Lichteffekte, Szenen aus dem Alltagsleben, aber auch Bildnisses, wie die Alexanders des Großen und Philipps II., gemalt und dabei eine große Leichtigkeit der Auffassung bewiesen haben.